# Дялу-Кукулуй
Дялу-Кукулуй (рум. Dealu Cucului) — село у повіті Вранча в Румунії. Входить до складу комуни Пояна-Крістей.
Село розташоване на відстані 154 км на північний схід від Бухареста, 15 км на захід від Фокшан, 85 км на захід від Галаца, 107 км на схід від Брашова.

## Населення
За даними перепису населення 2002 року у селі проживали 298 осіб, усі — румуни. Усі жителі села рідною мовою назвали румунську.